# Coracina cinerea
Coracina cinerea е вид птица от семейство Campephagidae.

## Разпространение
Видът е разпространен в Коморските острови, Мадагаскар и Майот.